# Air Liquide
Air Liquide (Euronext AI) (antigament L'Air liquide), és un grup industrial francès d'abast internacional, especialitzat en gasos industrials, és a dir gasos per a la indústria, la salut, el medi ambient i la investigació. Està present a vuitanta països de tot el món i dona servei a més de 3,6 milions de clients i pacients. El grup Air Liquide cotitza a la Borsa de París i forma part de l'índex CAC 40, l'Euro Stoxx 50 i el FTSE4Good.